# 黑白笋螺
黑白笋螺（学名：Hastula hectica）是新腹足目笋螺科花笋螺属的一种。主要分布于印度尼西亚、台湾，常栖息在浅海砂底、潮间带至浅海。